# Велосипедный переключатель скоростей
Велосипедный переключатель скоростей — часть велосипедной трансмиссии, предназначенная для изменения частоты вращения и крутящего момента. Переключение передач управляется ручкой переключения.

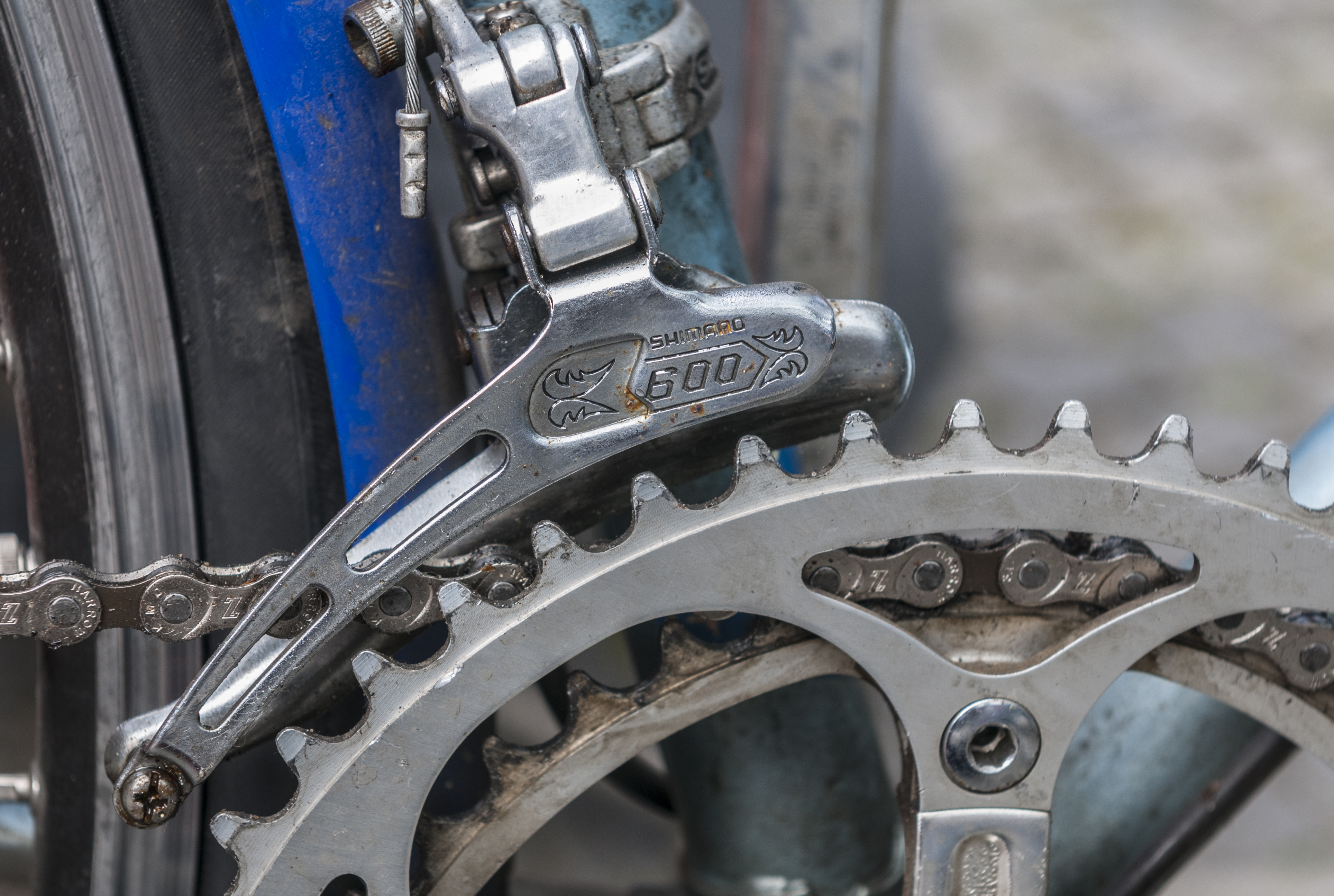
1980: Shimano 600

В простейшем случае велосипед имеет фиксированную передачу, однако при вращении педалей максимальную мощность человек развивает в достаточно узком диапазоне частот вращения (80-100 полных оборотов в минуту). Переключение скоростей изменяет передаточное число и позволяет получать оптимальные частоты вращения педалей (каденс) на разных скоростях движения велосипеда, поэтому многие велосипеды оборудованы такими механизмами переключения.

## Классический переключатель скоростей

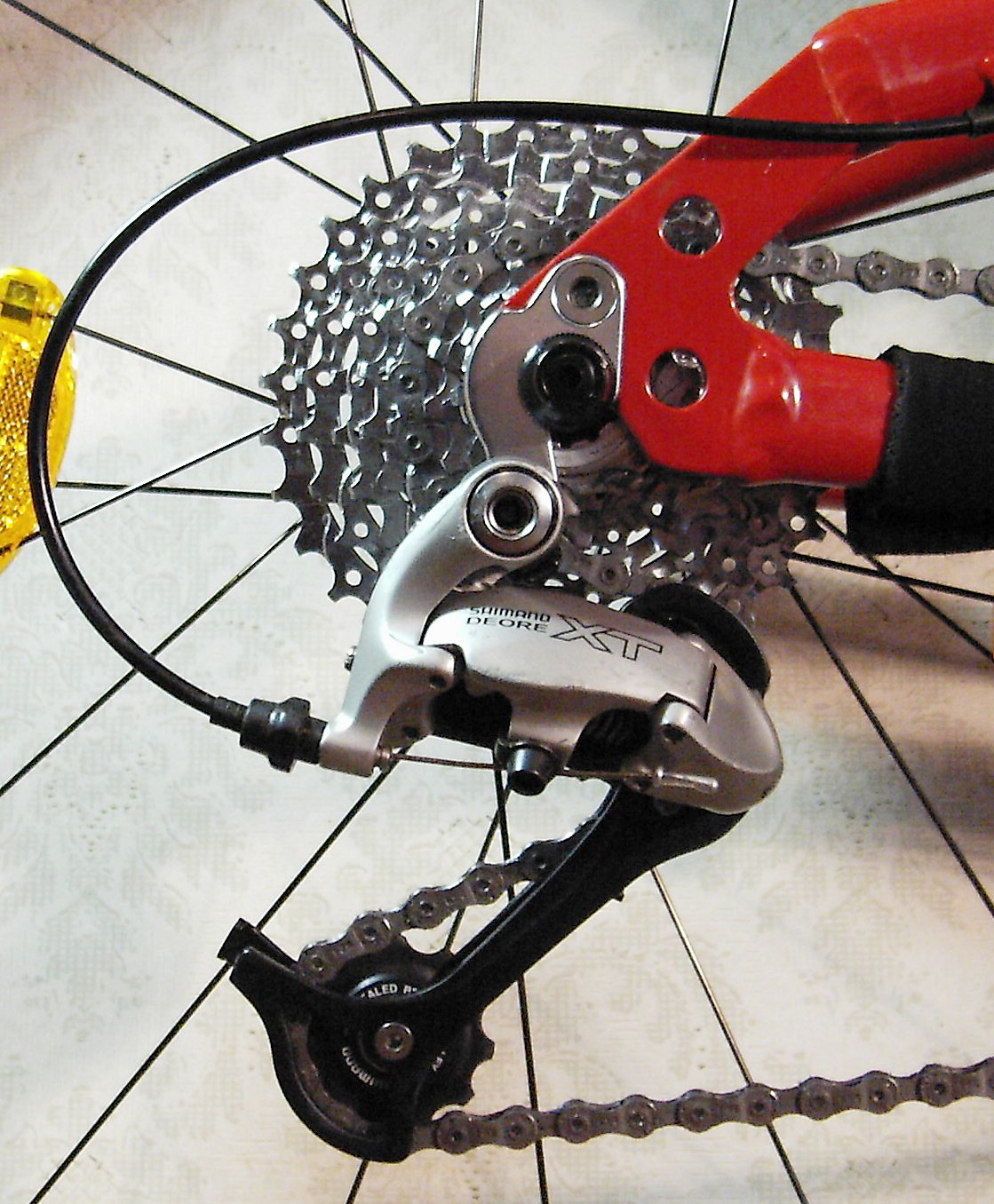
Задний переключатель скоростей

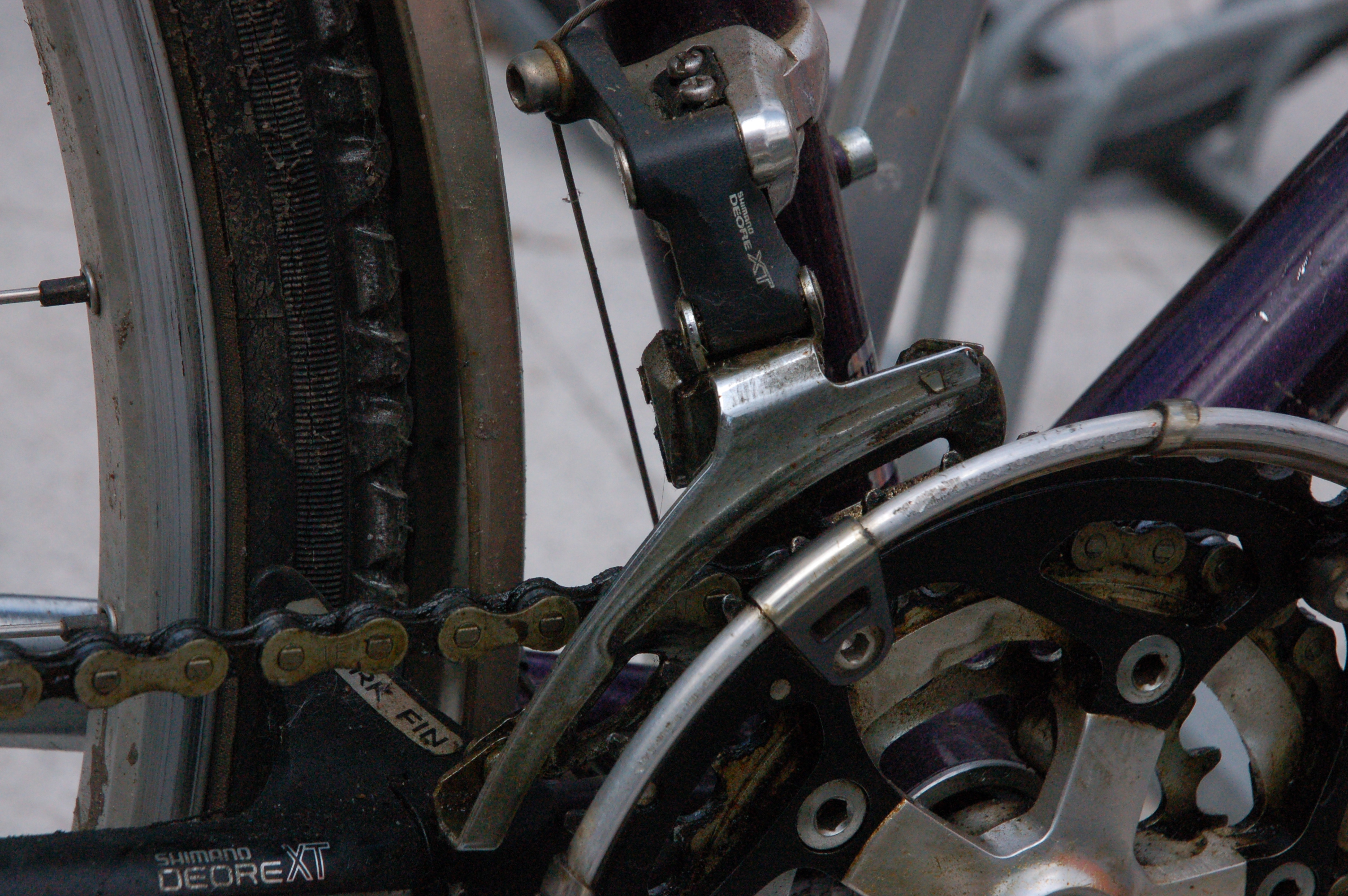
Передний переключатель скоростей

Переключатель скоростей в том виде, в каком он применяется сегодня на большинстве велосипедов, или дерэ́йлер (через англ. от фр. dérailleur — «сбрасыватель с рельсов») изобрёл известный итальянский велосипедист Туллио Кампаньоло в 1950 году. Звёзды (как сзади, так и спереди) смонтированы в блоки. Передний блок звёзд называется «системой». Система задних звёзд обычно выполняется в виде навинчивающейся трещотки (со свободным ходом внутри) или надеваемой на барабан задней втулки кассеты (жёсткого блока звёзд без системы свободного хода). Переключение осуществляется с помощью бокового смещения цепи, которое направляет её на нужную звезду. Из-за различия диаметров звёзд при фиксированной длине цепи возникает провисание, которое компенсируется пружинным устройством натяжения на заднем переключателе.
Велосипед может иметь от 3 до 12 ведомых звёзд и 1—3 ведущих, что позволяет обеспечить до 36 передач (комбинаций звёзд), каждая из которых характеризуется передаточным отношением. Впрочем, передачи могут повторяться (например, положения 32/16 и 22/11 эквивалентны); но такое пересечение необходимо для более удобного последовательного переключения. Кроме того, эффективность передач не одинакова: при большом перекосе цепи (например, с передней малой на заднюю малую звезды) трение и износ цепи и звёзд сильно возрастает, поэтому такими передачами активно пользоваться настоятельно не рекомендуется. 
Переключатели управляются с помощью натяжения тросиков, которое регулируется специальными ручками переключения. У велосипедов до конца 1980-х — начала 90-х натяжение тросиков регулировалось непрерывно (плавно), из-за чего велосипедисту необходимо было самому определять положение ручки, соответствующее той или иной передаче. Позднее получили распространение системы индексного переключения, в которых тросик и соответствующий ему переключатель могут занимать одно из нескольких фиксированных положений. Само переключение осуществляется либо нажатием одного из двух рычагов (один для повышения, другой для понижения), либо поворотом специального кольца из одного положения в другое (как правило, в соседнее). Традиционно рычаг переключателя скоростей «системы» находится на левой ручке руля, кассеты — на правой. Переход цепи между звёздами требует вращения педалей, при неподвижной цепи передачи не переключают. Запрещается во время переключения вращать педали назад: это может привести к заклиниванию цепи и поломке трансмиссии. Задний переключатель несовместим для использования с барабанными (ножными) тормозами.
В последние годы широкое применение нашли системы с электронным управлением переключением передач (это серии комплектующих Shimano Di2, Campagnolo EPS). Эти системы позволяют свести прилагаемые к ручкам манеток усилия практически к нулю, а также повысить скорость и точность переключения передач. Кроме того, такие системы дают возможность переключения сразу через все звёзды (это касается, в частности, технологии EPS фирмы Campagnolo, применённой совместно с задними переключателями серии Super Record). Также электронные системы переключения позволяют задавать начальные настройки трансмиссии, проводить её диагностику и, при необходимости, автоматическую настройку.

### Крепление переключателя на раме
Задний переключатель крепится на раме через специальный кронштейн — петух. Его предназначение — при ударе о землю или препятствие принять повреждения на себя, чтобы не пострадали ни переключатель, ни тем более дорогостоящая рама. На титановых и стальных рамах используется несъёмный петух, приваренный к дропауту; при небольших повреждениях его можно разогнуть в исходное состояние, а при поломке — приварить на место. На алюминиевые и карбоновые рамы ставятся съёмные петухи, специально изготавливаемые из хрупких сплавов. При малейшем повреждении такой кронштейн просто заменяется на новый. В процессе переключения передач из-за нагрузок, которые испытывает петух, он начинает изгибаться в сторону звёзд, что со временем приводит к нечёткому переключению скоростей. В этом случае его надо снять с велосипеда, осмотреть и если он изогнут, просто заменить на новый. При приобретении нового петуха надо учесть, какой модели был старый, так как далеко не все совместимы с разными рамами.

## Планетарный переключатель скоростей
Кроме классического переключателя скоростей, используется также и планетарный, причём исторически именно планетарный появился раньше — первые его типы восходят к началу XX века. По сравнению с внешним переключением его механический КПД немного ниже, но он менее подвержен воздействию внешней среды и более удобен в обращении (в частности, позволяет переключать передачи, стоя на месте), поэтому активно применяется для городских и туристских велосипедов. В городских велосипедах из планетарных механизмов чаще всего применяются комбинированные трёхступенчатые, обеспечивающие переключение трёх передач и тормоз, причём вторая передача соответствует прямому приводу, а общий диапазон не превышает 190 % (то есть, разница между самой низкой и самой высокой передачами составляет меньше, чем в два раза). Реже встречаются втулки с 2, 4, 5, 7, 8 передачами и более, наиболее совершенной считается Rohloff Speedhub с 14 передачами и диапазоном переключения на уровне лучших классических переключателей — более 500 %.
Вмонтированная тормозная система может быть разной — ножной тормоз, роллерный тормоз или дисковый тормоз. В первом и втором случаях тормозное устройство находится внутри втулки, но управляется по-разному: ножной тормоз — движением педалей назад, барабанный, ленточный или роллерный — с помощью тросика. А диск затормаживается с помощью калипера; также существуют облегчённые бестормозные втулки для использования совместно с ободным тормозом. Самые дорогие модели (например, скоростные втулки Rohloff) имеют 14 передач, обеспечивая передаточное соотношение более 500 % — это сравнимо с хорошим классическим переключателем скоростей, но и масса у таких втулок составляет около 2 килограммов. Существует гибрид планетарной втулки с классическим переключателем, собравший как достоинства, так и недостатки обеих конструкций — SRAM Dual Drive. 
Ведущими производителями планетарных переключателей скоростей являются фирмы Sturmey-Archer, Shimano, SRAM (купившая Fichtel & Sachs) и Rohloff AG.

Планетарные втулки различных производителей
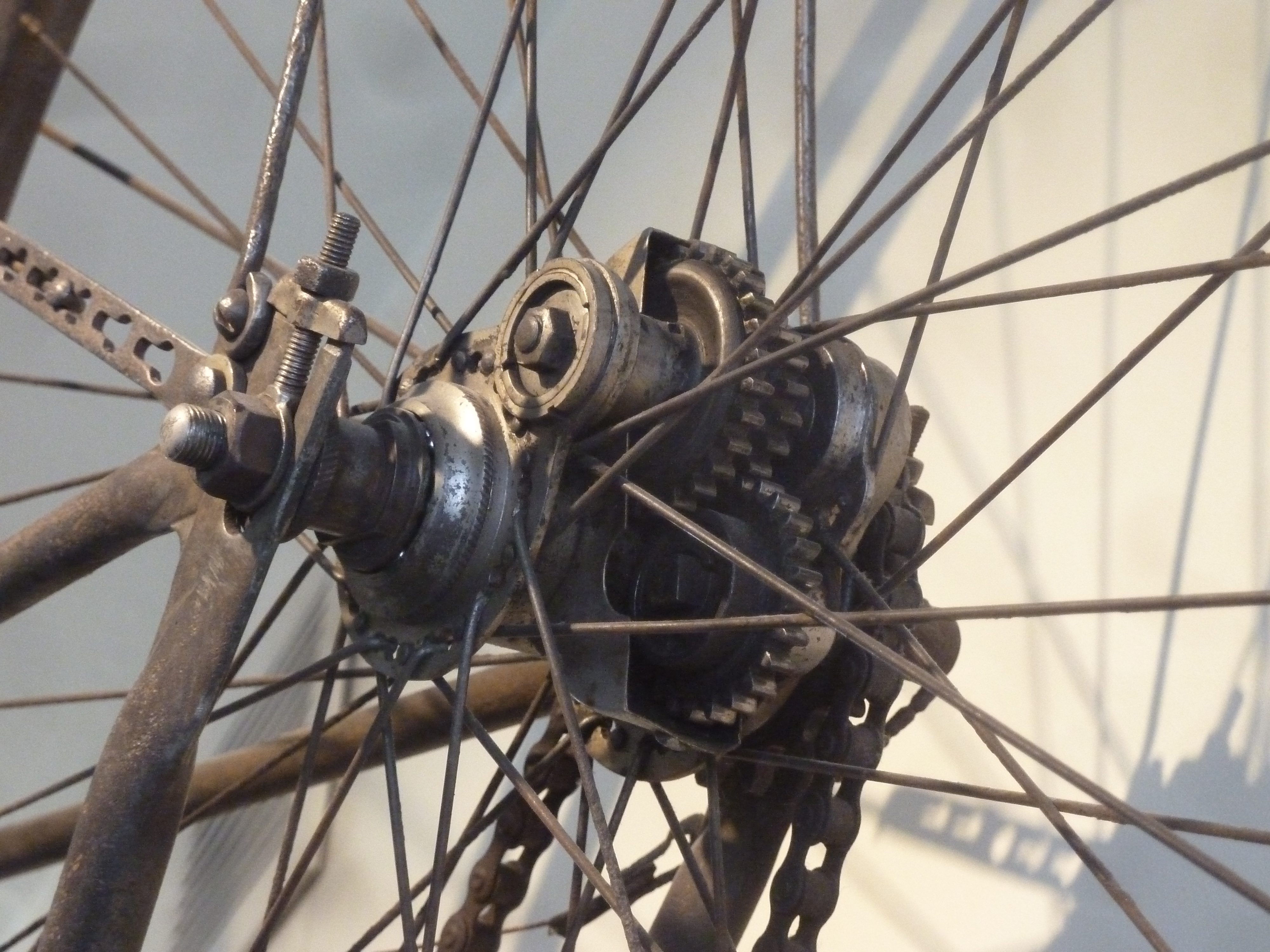
Открытый планетарный механизм на музейном велосипеде Dursley-Pedersen
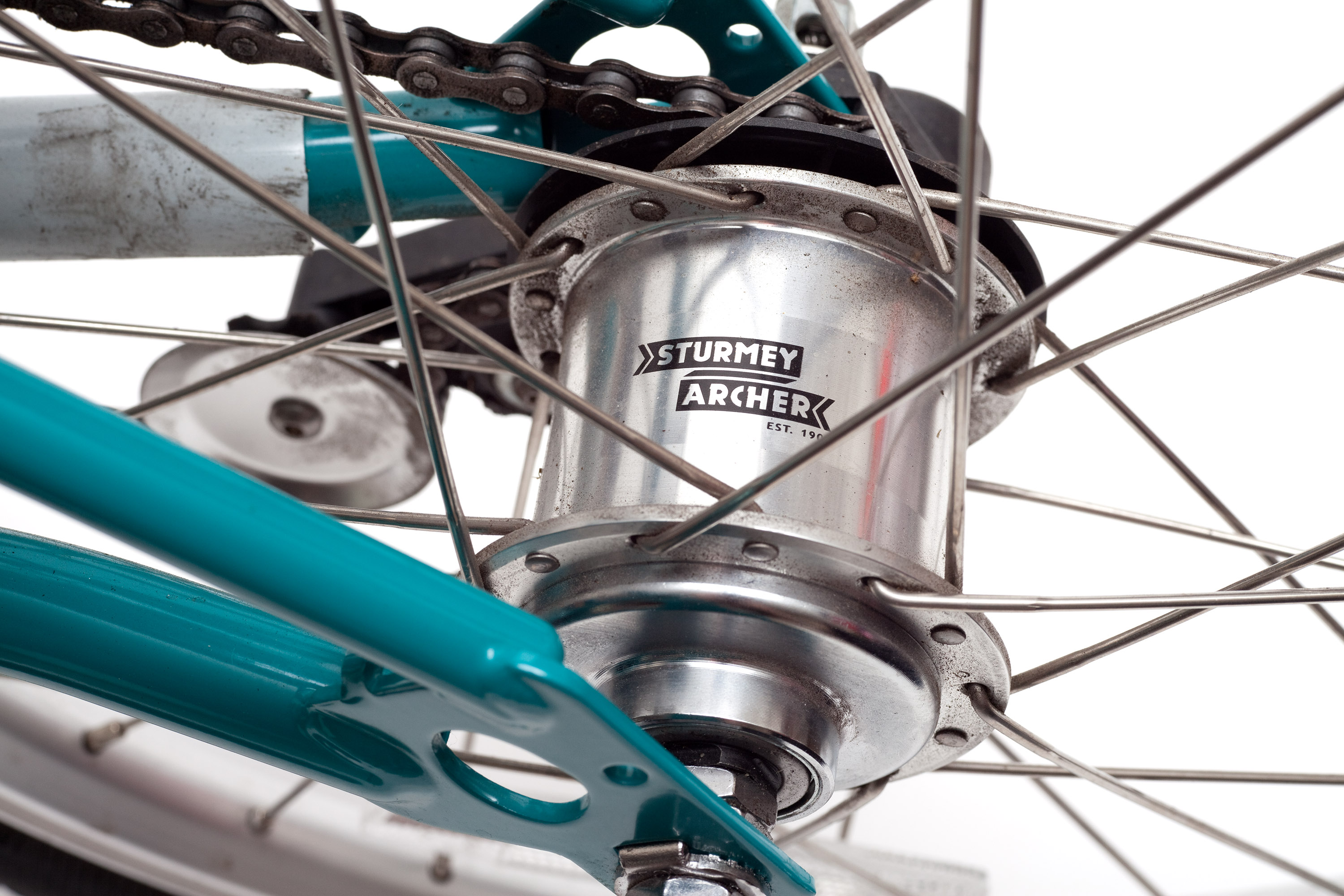
3-скоростная втулка Sturmey-Archer
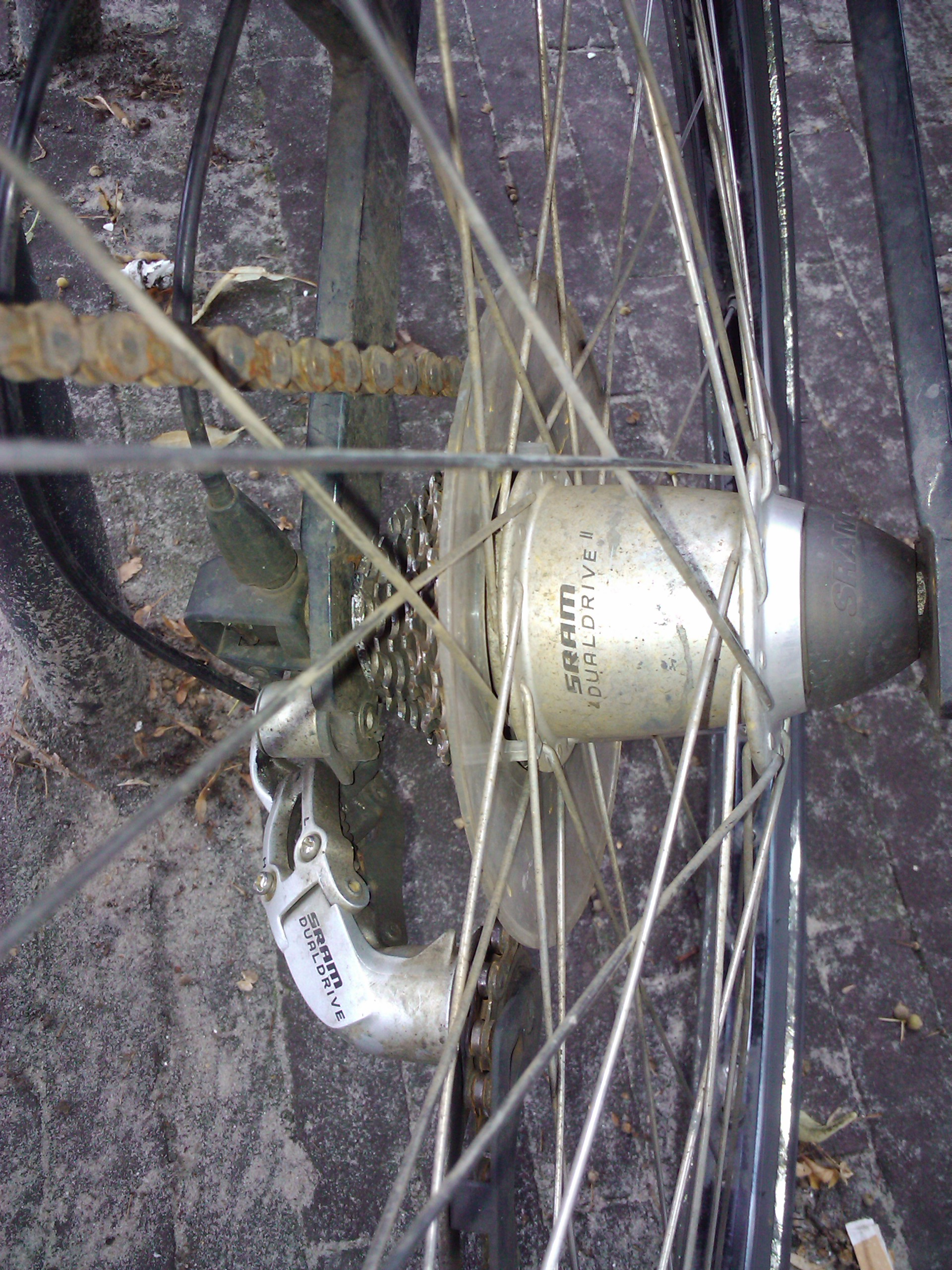
SRAM Dual Drive — планетарная втулка с дополнительным классическим переключателем
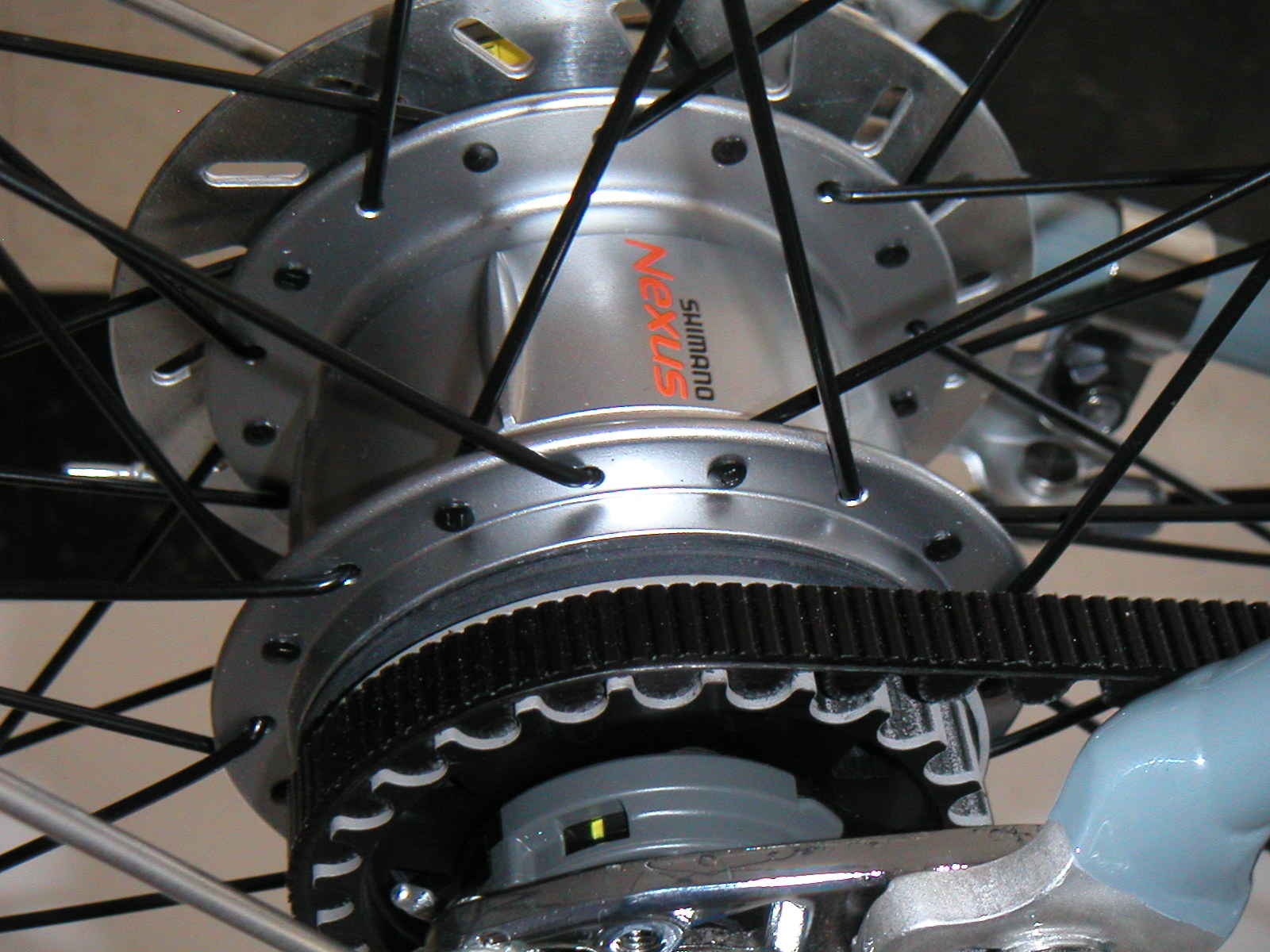
8-скоростная втулка Shimano Nexus с ремённым приводом
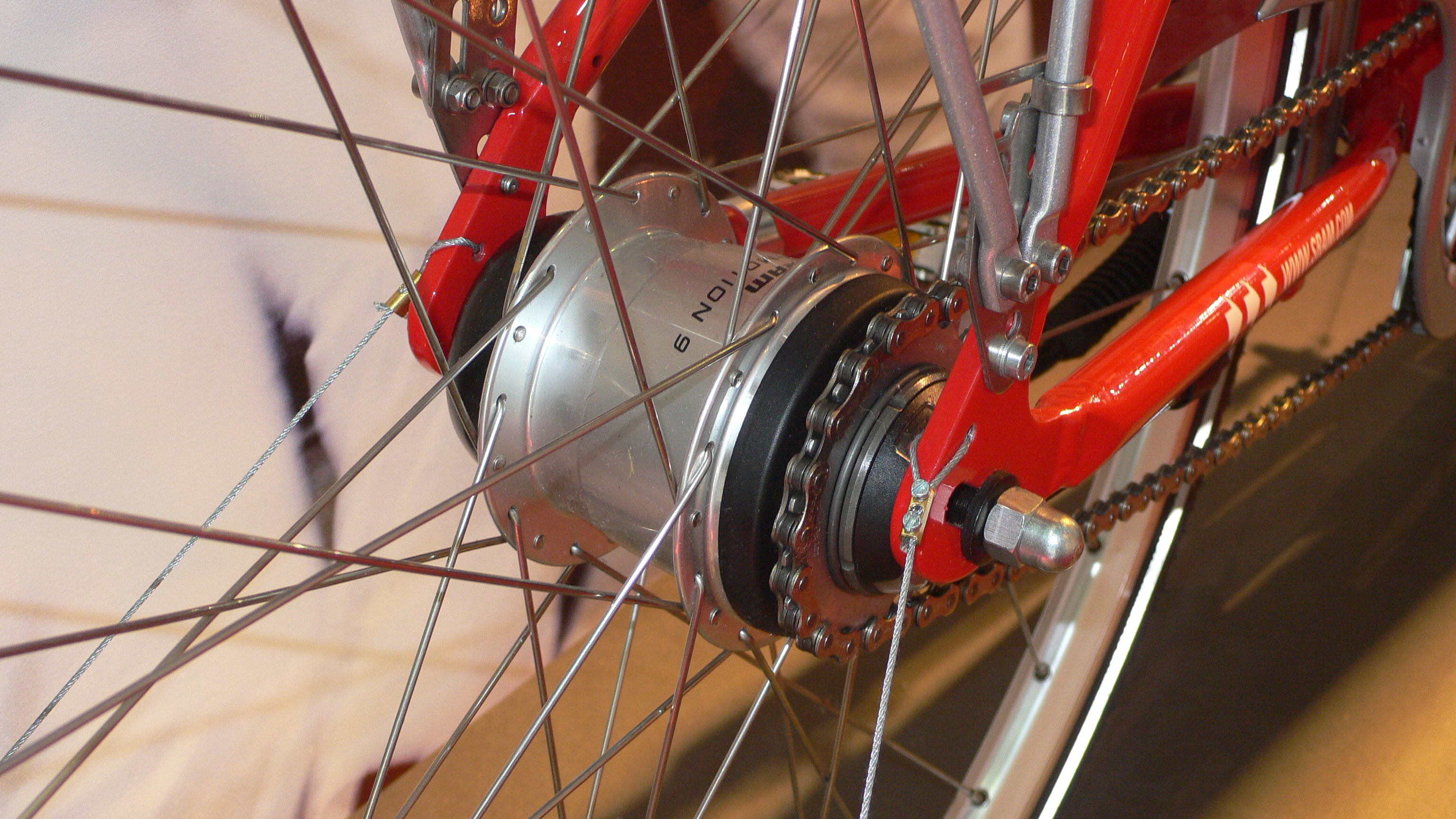
9-скоростная втулка SRAM i-Motion 9
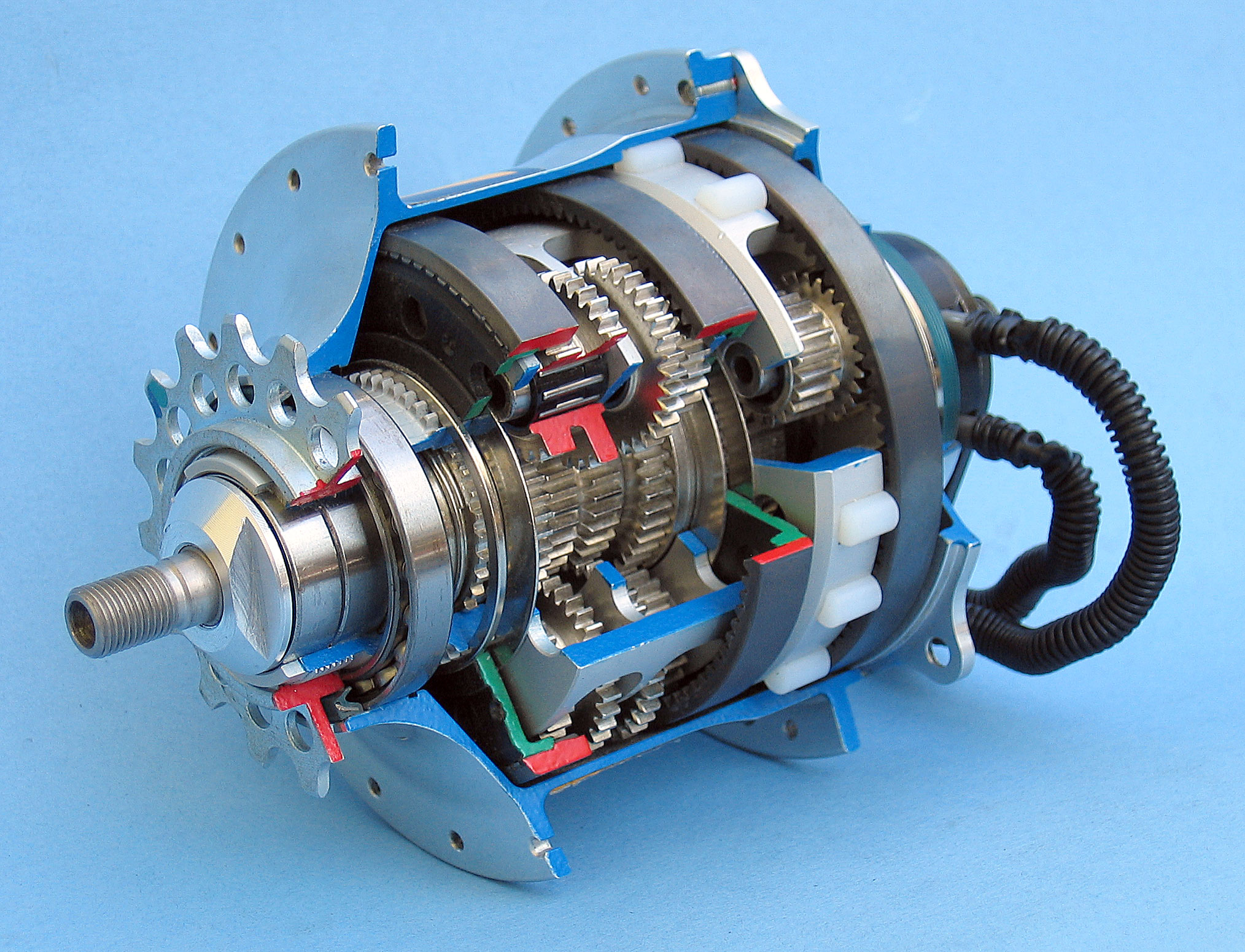
14-скоростная втулка Rohloff Speedhub 500/14 в разрезе

## Кареточный переключатель

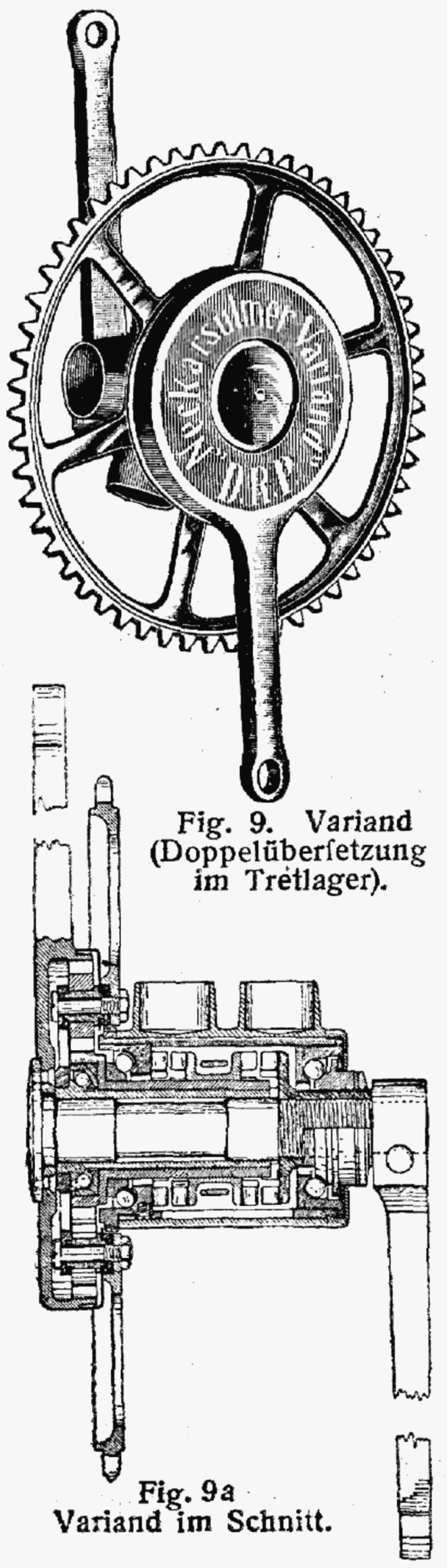
Механизм Отто Луэгера, 1904 год

В 1904 году немецкий изобретатель Отто Луэгер на страницах «Словаря всей техники и вспомогательных наук» (Lexikon der gesammten Technik und ihrer Hilfswissenschaften) изложил вариант независимой коробки передач, которую он предлагал устанавливать на мотоцикл и велосипеды. Из-за технической сложности изготовления этот вариант не получил распространения, но велосипеды с подобными коробками передач выпускались в Чехии (Phoebus Velo Oldtimer Mutaped) и Германии (Adler). Принцип работы у данного переключателя мог быть аналогичен как планетарной втулке, так и коробке передач, но размещался он в кареточном узле.
В 2006 году Кристоф Лермен и Михаэль Шмитц после обучения в учебном центре Porsche основали компанию Pinion GmBH и начали работать над различными прототипами коробок передач. В 2007 году компания Pinion GmBH запатентовала велосипедный переключатель скоростей аналогичный автомобильному. В устанавливающемся на кареточный узел корпусе расположены два соосных ряда шестерёнок, которые путём переключения активной шестерни меняют сцепление и передаточное число. При этом вращаемый педалями первичный вал передаёт вращение на ведущую звезду, которая через ременную или цепную передачу передаёт на колесо. Такой подход позволил увеличить диапазон и фактическое количество скоростей. Например Pinion P1.18 имеет 18 скоростей и диапазон трансмиссии 636 %. Но при этом эта модель обладала весом 2,7 кг и стоила $1500 в 2017 году. В более новых моделях Pinion смогли снизить цену и вес коробок передач. Рамы с креплением под коробку передач Pinion выпускают такие фирмы как Jeronimo, The Rig, Nikolai, Ghost и многие другие.

Кареточные переключатели различных производителей
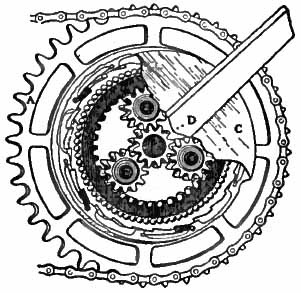
Планетарная передача в кареточном узле, иллюстрация Британники, 1911 год
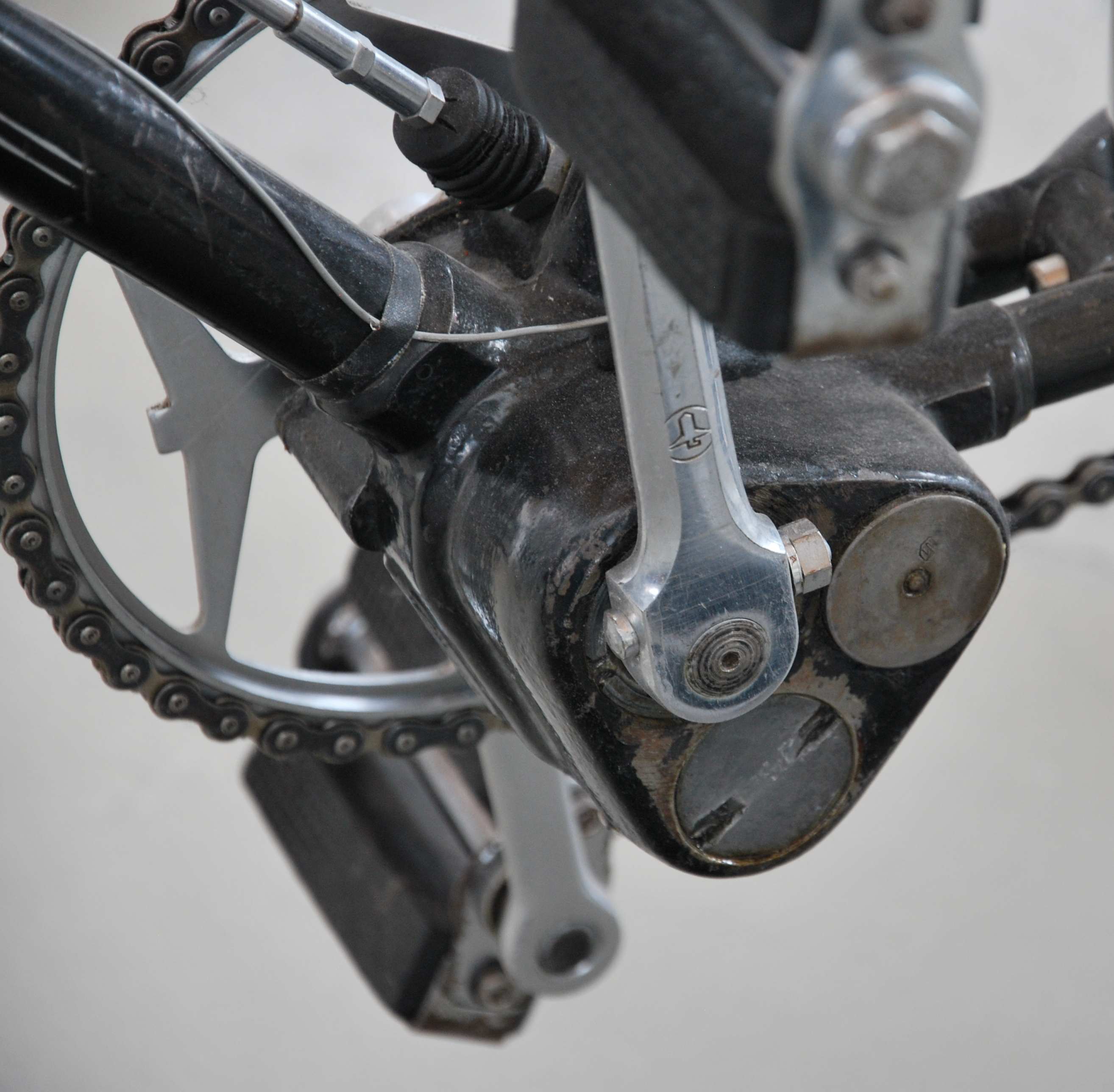
Кареточный переключатель Adler, 1936 год
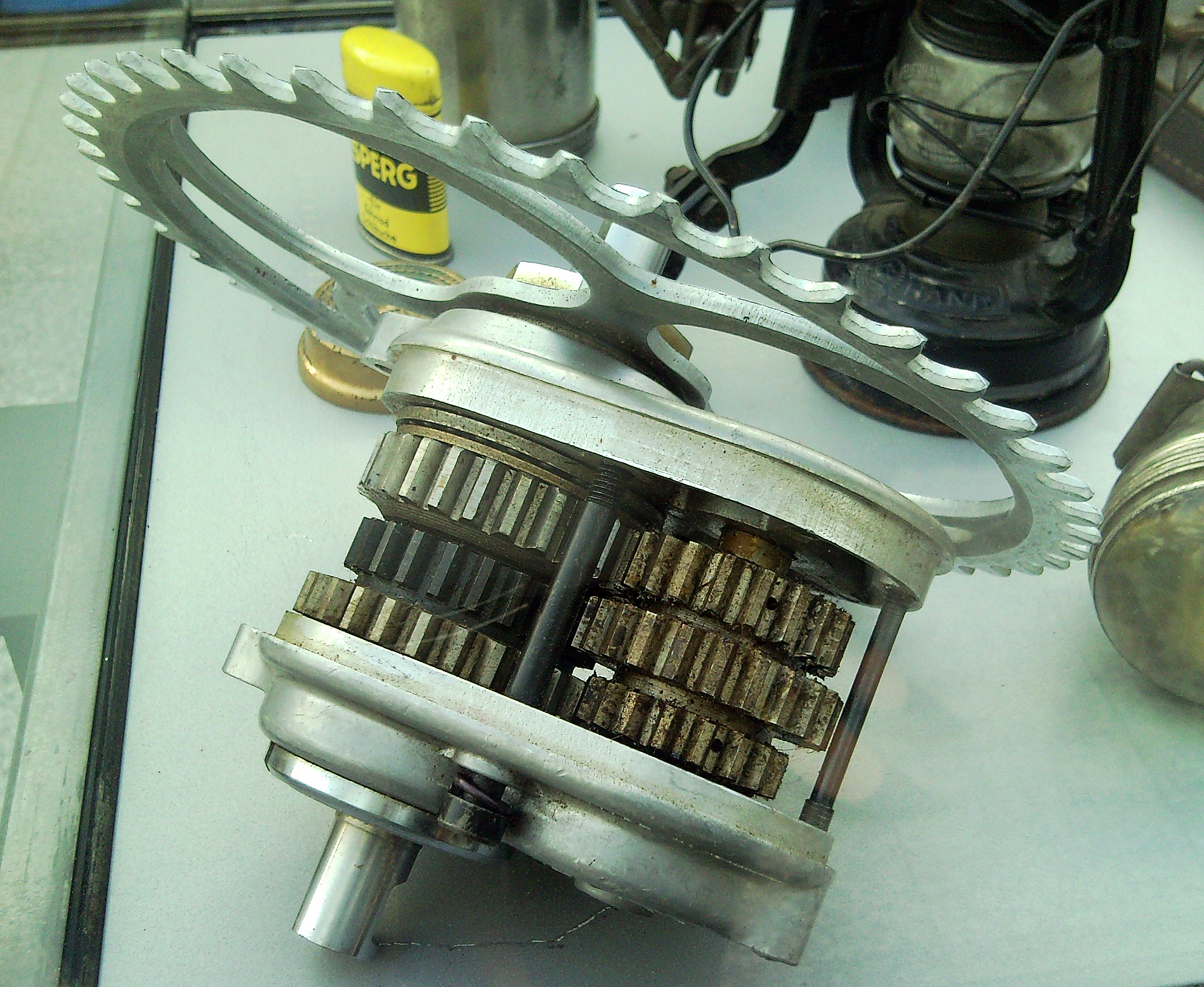
Устройство кареточной коробки передач Mutaped, 1950-е годы
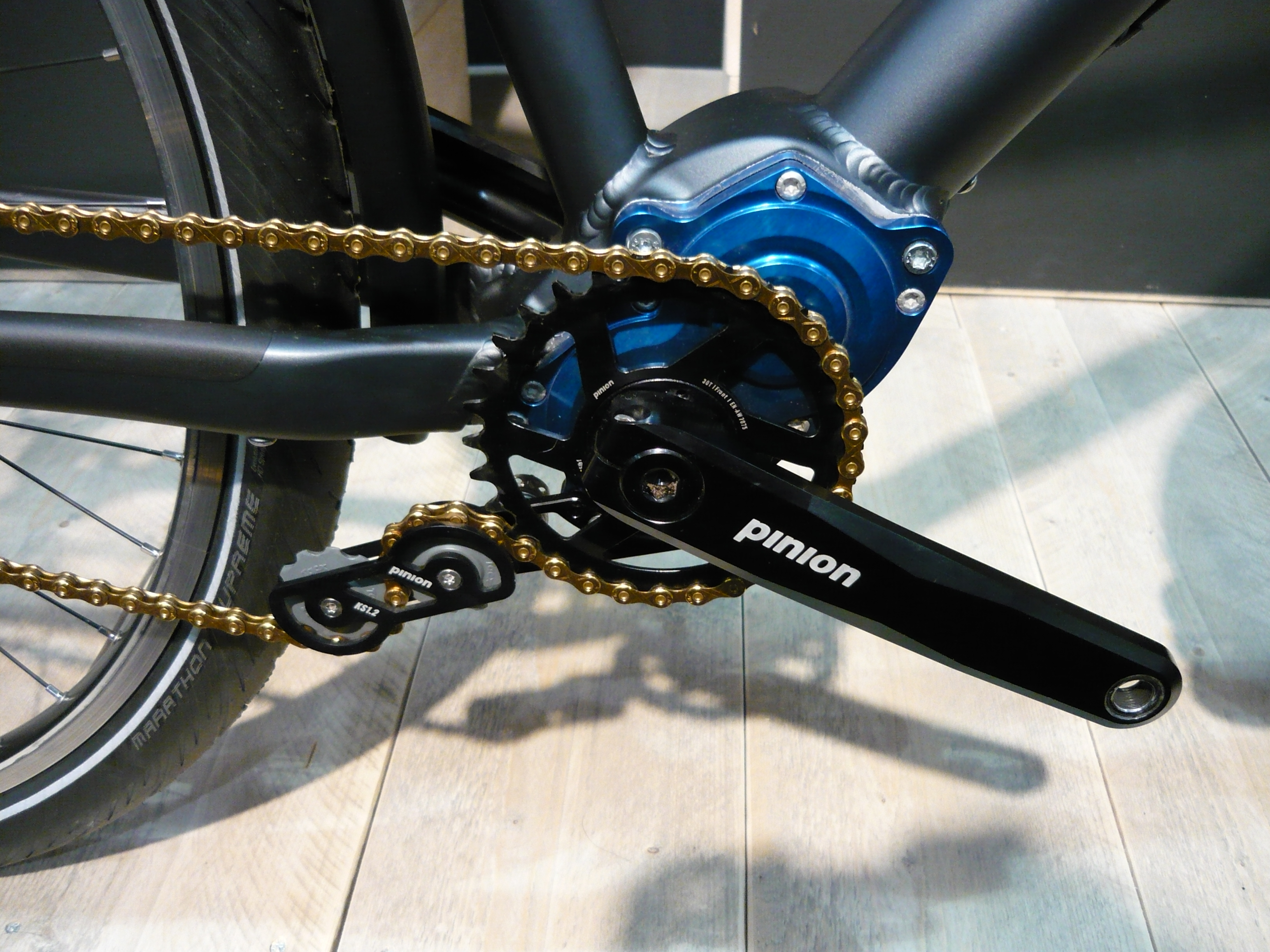
Переключатель Pinion P1.18, смонтированный на кареточном узле велосипеда
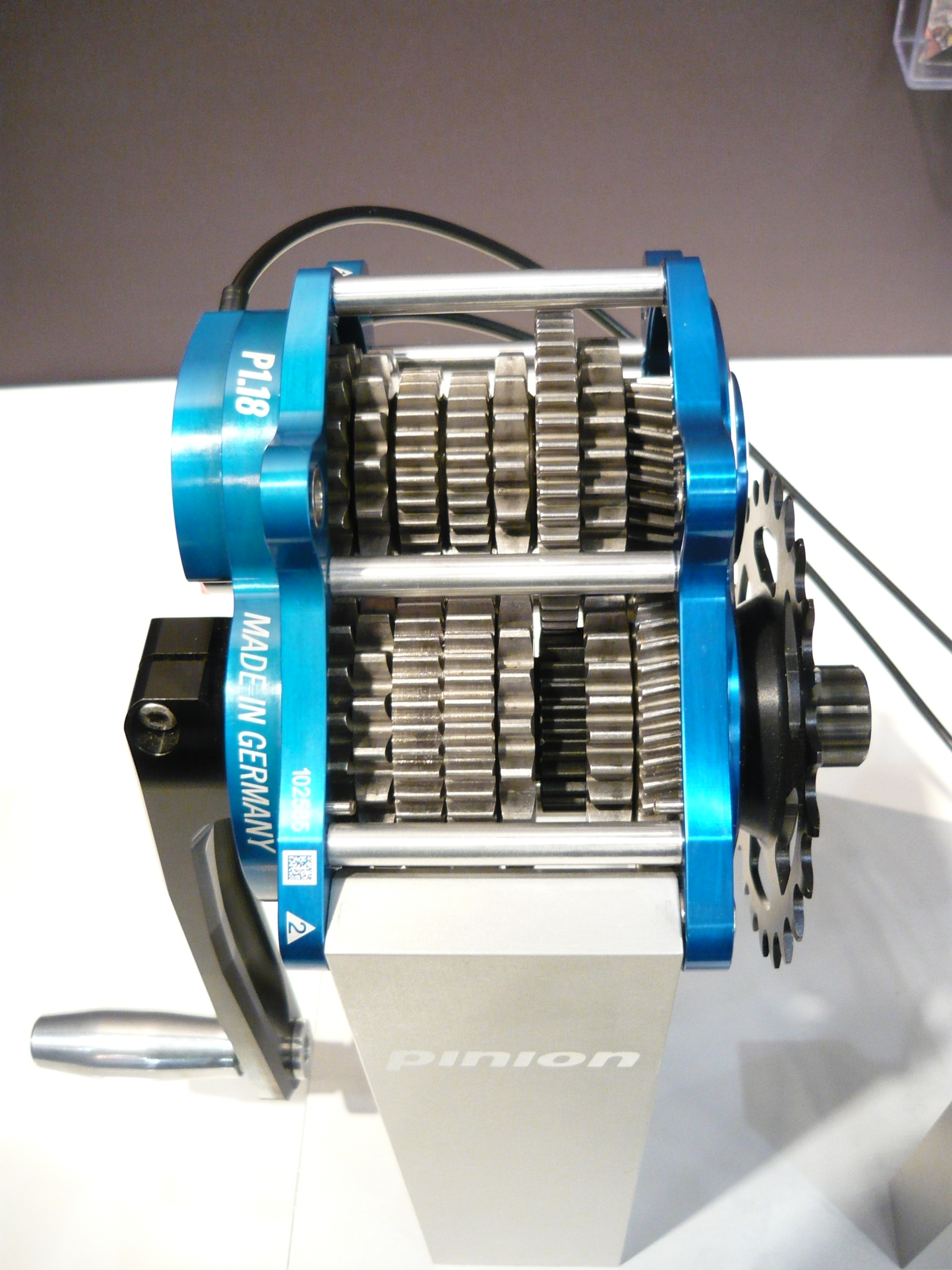
Устройство Pinion P1.18. По бокам от корпуса видны ведущая звезда и шатун левой педали